# 포항 경주이씨 익재공파 석동문중 소장 판목
포항 경주이씨 익재공파 석동문중 소장 판목(浦項 慶州李氏 益齋公派 石洞門中 所藏 板木)은 대한민국 경상북도 포항시에 있는, 석곡(石谷) 이규준(李奎晙, 1855~1923)이 편찬․저술한『곡례유이』,『경수삼편』,『의례주소절요』,『의감중마』의 판목이다. 2009년 4월 30일 경상북도의 문화재자료 제548호로 지정되었다.

## 개요
이 자료는 석곡(石谷) 이규준(李奎晙, 1855~1923)이 편찬․저술한『곡례유이』,『경수삼편』,『의례주소절요』,『의감중마』의 판목이다.『곡례유이』는 초학자가 곡례를 쉽게 읽을 수 있도록 풀이한 책이며,『경수삼편』은 중국 역대 경학자들의 경전연구를 정리한 것이다.『의례주소절요』에서는 예기를 주석하여 조목조목 설명하였고,『의감중마』는 1908년에 편찬한 의서이다.
이규준은 정주학을 비롯한 유학자들의 육경주소에 의혹을 갖고 유학의 근본이념으로의 회귀를 주장했으며 의학 분야에서 탁월한 업적을 남기기도 하였다.

## 보관
석곡이 책을 펴내기 위해 만든 목판 364장이 생가에 전해지고 있지만 훼손은 물론 도난 위험에도 노출돼 있다. 후손에만 맡겨진 채 항온항습장치 등 적절한 보존·관리 조치 없이 생가 창고 한쪽에 쌓아둔 정도로 보관되고 있다.

## 참고 자료
- 포항 경주이씨 익재공파 석동문중 소장 판목 - 국가유산청 국가유산포털